# Dionisio Dolfin
Dionisio Dolfin, spesso italianizzato in Delfino (Venezia, 1663 – San Vito al Tagliamento, 13 agosto 1734), è stato un patriarca cattolico italiano.

## Biografia
Nipote del patriarca Giovanni Dolfin e suo coadiutore, fu nominato anche vescovo titolare di Lorea. Divenne patriarca il 20 luglio 1699, dopo la morte dello zio.
Tra le opere civili che intraprese in Udine, si deve menzionare la ristrutturazione del Palazzo Patriarcale, affrescato da Giovan Battista Tiepolo. Inoltre sempre ad Udine nel 1731 fondò l'Accademia delle scienze e nel 1711 aprì la prima biblioteca pubblica, che dotò di oltre 9.000 volumi.
Nel 1703 approvò le Costituzioni del Patriarcato di Aquileia, che contemplavano l'uso della lingua friulana sia per l'omelia che per l'insegnamento della dottrina cristiana.
È sepolto nella chiesa di Sant'Antonio abate in Udine.

## Genealogia episcopale
La genealogia episcopale è:
- Cardinale Guillaume d'Estouteville, O.S.B.Clun.
- Papa Sisto IV
- Papa Giulio II
- Cardinale Raffaele Sansone Riario
- Papa Leone X
- Papa Paolo III
- Cardinale Francesco Pisani
- Cardinale Alfonso Gesualdo di Conza
- Papa Clemente VIII
- Cardinale Pietro Aldobrandini
- Vescovo Laudivio Zacchia
- Cardinale Antonio Barberini
- Cardinale Alessandro Cesarini
- Cardinale Alessandro Crescenzi, C.R.S.
- Cardinale Giambattista Rubini
- Cardinale Giorgio Corner
- Patriarca Dionisio Dolfin